# Басутчайский заповедник
Басутча́йский запове́дник (Басутчайский государственный природный заповедник) (азерб. Bəsitçay dövlət təbiət qoruğu) — заповедник, расположенный в Зангеланском районе на юго-западе Азербайджана в долине реки Беситчай.

## Общие сведения
Заповедник создан указом правительства АР от 4 июля 1974 года. Территория заповедника составляет 107 га.
Основной целью создания заповедника являлось сохранение крупнейшей в мире рощи восточного платана, который произрастает на 93,5 % территории заповедника. Средний возраст местных платанов составляет 170 лет. Отдельные деревья-великаны высотой 50 метров и диаметром ствола до 4 метров, имеют возраст 1 200—1 500 лет. Помимо платанов произрастают дуб, кавказский граб, можжевельник многоплодный.
Название заповедника происходит от названия реки. Слово «Басут» происходит от названия монгольского племени Бейсут.
Является самым маленьким по территории заповедником страны. Площадь заповедника покрыта лесом. Основное дерево — восточный платан. Территория является горной, 600—800 метров над уровнем моря. С правого берега реки — отвесные горы. С левого — холмистая местность. В долине реки простирается аллювиальная равнина. Платаны занимают территорию в 100 гектар из 107. Расположены в долинах рек.
Присутствуют как платановый лес, так и смешанные леса. Смешанные леса кроме платана состоят из ореха, каракаса, шелковицы, ивы, тополя, боярышника, шиповника, жостера, палиуруса.
30 ноября 2022 года на площади 317,26 га заповедника учреждена санитарно-защитная зона.

## Климат
На территории заповедника зимой наблюдается умеренно-тёплый климат. Лето жаркое. В год выпадает 600 мм осадков. Климат пригоден для роста платанов.

## Почвы
Распространены аллювиальные лесные почвы.

## Животный мир
Встречаются волки, барсуки, косули, куропатки, турачи.